# 小高町 (横浜市)
小高町（おたかちょう）は、神奈川県横浜市旭区の地名。「丁目」の設定のない単独町名である。住居表示未実施区域。

## 地理
旭区の南東部に位置し、東と北東に市沢町、西と北西に三反田町、南に左近山と接している。

## 歴史

### 沿革
- 1939年（昭和14年）4月1日 - 都筑郡二俣川村が横浜市に編入し、都筑郡二俣川村大字小高新田を廃し、横浜市保土ヶ谷区小高町を新設[5]。
- 1959年（昭和34年）1月1日 - 小高町の一部を今井町へ編入し、市沢町との境界を変更し、三反田町の一部を編入する[6]。
- 1960年（昭和35年）4月1日 - 小高町の一部を市沢町へ編入する[6]。
- 1961年（昭和36年）
  - 4月1日 - 小高町の一部を新設された中希望が丘、東希望が丘へ編入する[7]。
  - 11月1日 - 小高町の一部を新設された今川町、四季美台、善部町へ編入する[7]。
- 1962年（昭和37年）11月1日 - 小高町の一部を南本宿町へ編入する[7]。
- 1963年（昭和38年）
  - 2月1日 - 小高町の一部を中尾町へ編入する[7]。
  - 11月15日 - 小高町の一部を新設された柏町、万騎が原へ編入する[7]。
- 1964年（昭和39年）3月1日 - 小高町の一部を新設された二俣川1丁目、二俣川2丁目、さちが丘へ編入する[8]。
- 1969年（昭和44年）10月1日 - 小高町の一部を新設された左近山へ編入する[9]。保土ヶ谷区を再編し、旭区を新設。横浜市旭区小高町となるする[10]。

## 世帯数と人口
2025年（令和7年）6月30日現在（横浜市発表）の世帯数と人口は以下の通りである。
| 町丁   | 世帯数  | 人口  |
| ------ | ------- | ----- |
| 小高町 | 370世帯 | 761人 |

### 人口の変遷
国勢調査による人口の推移。
| 年                 | 人口 |
| ------------------ | ---- |
| 1995年（平成7年）  | 960  |
| 2000年（平成12年） | 974  |
| 2005年（平成17年） | 923  |
| 2010年（平成22年） | 934  |
| 2015年（平成27年） | 833  |
| 2020年（令和2年）  | 785  |

### 世帯数の変遷
国勢調査による世帯数の推移。
| 年                 | 世帯数 |
| ------------------ | ------ |
| 1995年（平成7年）  | 324    |
| 2000年（平成12年） | 325    |
| 2005年（平成17年） | 323    |
| 2010年（平成22年） | 342    |
| 2015年（平成27年） | 322    |
| 2020年（令和2年）  | 330    |

## 学区
市立小・中学校に通う場合、学区は以下の通りとなる（2024年11月時点）。
| 番・番地等 | 小学校               | 中学校               |
| ---------- | -------------------- | -------------------- |
| 全域       | 横浜市立左近山小学校 | 横浜市立左近山中学校 |

## 事業所
2021年（令和3年）現在の経済センサス調査による事業所数と従業員数は以下の通りである。
| 町丁   | 事業所数 | 従業員数 |
| ------ | -------- | -------- |
| 小高町 | 27事業所 | 236人    |

### 事業者数の変遷
経済センサスによる事業所数の推移。
| 年                 | 事業者数 |
| ------------------ | -------- |
| 2016年（平成28年） | 22       |
| 2021年（令和3年）  | 27       |

### 従業員数の変遷
経済センサスによる従業員数の推移。
| 年                 | 従業員数 |
| ------------------ | -------- |
| 2016年（平成28年） | 642      |
| 2021年（令和3年）  | 236      |

## 施設
- 上の原幼稚園[20]

## その他

### 日本郵便
- 郵便番号 : 241-0015[3]（集配局：横浜旭郵便局[21]）

### 警察
町内の警察の管轄区域は以下の通りである。
| 番・番地等 | 警察署   | 交番・駐在所 |
| ---------- | -------- | ------------ |
| 全域       | 旭警察署 | 左近山交番   |

## 参考資料
- “横浜市町区域要覧” (PDF).   横浜市市民局 (2016年6月). 2023年6月6日閲覧。 “横浜市町区域要覧”